# Гільйош

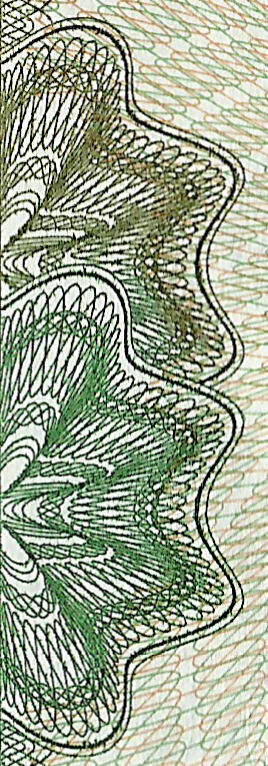
Приклад гільйошу

Гільйо́ш (від фр. guilloché — візерунок з хвилястих ліній) — орнамент у вигляді густої мережі хвилястих фігурних ліній, що переплітаються між собою. Активно використовувався для ліпних прикрас у класичній архітектурі. Гільйош зустрічаються у романській архітектурі, архітектурі ренесансу та неокласицизму. В наш час гільйош широко застосовують в дизайні грошових купюр та цінних паперів для захисту від підробок.

## Використання

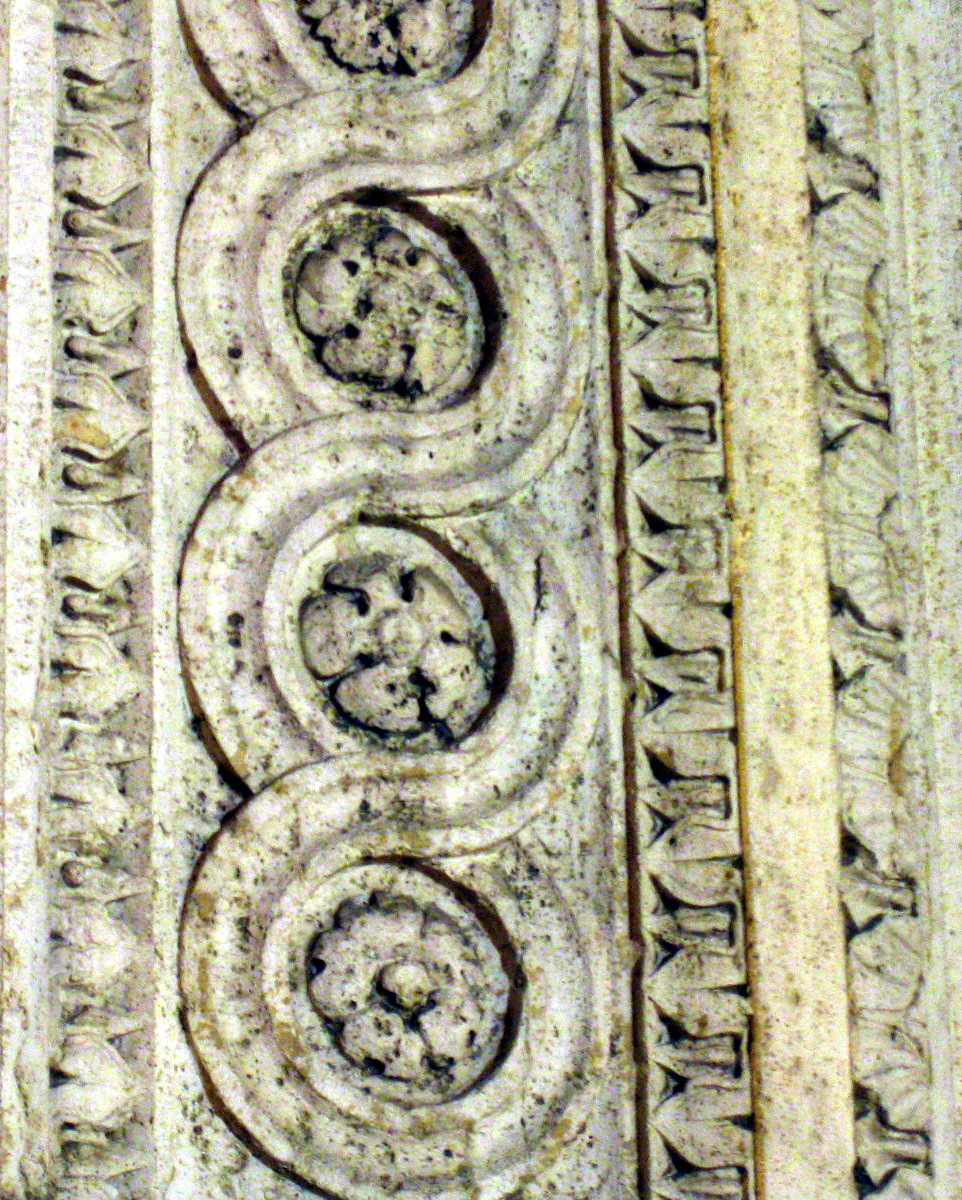
Гільйош на арці входу до храму, S. Salvatore in Lauro, Рим

У поліграфії техніку гільйош (нарівні з тангірною сіткою) використовують для захисту цінних паперів від підробок. У наші дні для побудови гільйошу використовують комп'ютери, а раніше використовували спеціальні гільйошні машини. Найпростішу гільйошну машину продавали в СРСР як дитячу іграшку «Спірограф».
Гільйош-елементами можуть бути захисні мережива, розети, бордюри, віньєтки і куточки. Гільйош може бути як симетричним, так і асиметричним за своїм дизайном. Згідно чинних нормативів, гільйошні елементи повинні займати не менше 70% площі цінних паперів. Причому з цієї площі більша частина повинна містити багатобарвні гільйошні композиції. 
Гільйошну композицію неможливо відтворити на цифровому розмножувальному апараті, оскільки дуже маленька товщина (40-70 мкм) і постійно мінлива кривина кожної лінії створюють непереборні перешкоди перед друкуючим блоком з недостатньою на сьогоднішній день роздільною здатністю. Повторити гільйошну композицію, отриману методом ірисового друку (коли до всіх труднощів додається ще плавний і довільно мінливий колір кожної лінії, що не відтворюється іншими способами (офсет, трафарет, високий або глибокий друк)), маловірогідно. Підроблена лінія вийде або безперервною, але монохромного, або змінює колір, але переривчасто, і складається з растрових точок. Витримати обидві вимоги одночасно не вийде. Крім усього іншого, навіть монохромні гільйошні елементи складні для сканування, так як нерідко містять повторювані періодичні елементи, здатні завантажити величезні масиви пам'яті і ускладнити роботу комп'ютера. Існують спеціальні векторні програми, що миттєво викреслюють необхідні лінії і композиції згідно заданих математичних формул. Таким чином, через складність підробки орнаменту, часто оформлюються грошові купюри та цінні папери.
Гільйошування застосовується у декоруванні ювелірних виробів. На ювелірний метал наносять гільйош, далі покривається емаллю. Такий спосіб декорування підсилює гру світла на ювелірному виробі.

### Інше використання
- Багато компаній та установ, в тому числі Bundesanstalt für Finanzdienstleistungsaufsicht (BaFin), використовує гільйош як логотип.
- Часто гільйош можна побачити на грошових одиницях у багатьох країнах, а також цінних паперах тощо.

## Невизначена етимологія
Слово гільйош присутнє у французькій мові починаючи, принаймні, з 1770-х років і, як часто кажуть, з'явилося після того, як французький інженер по імені Гвілтор, винайшов токарний верстат. Однак ані жодних дат про цю темну постать, ані його ім'я ніде не зустрічаються, і багато словників визначають підозрілим його існування взагалі.

## Галерея

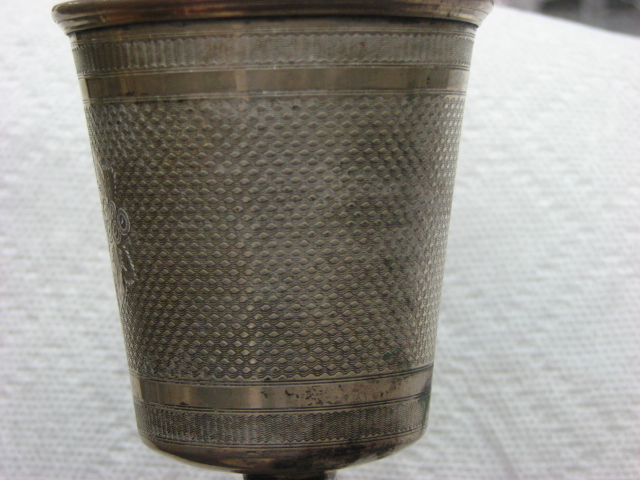
Гільйошована робота без емалі
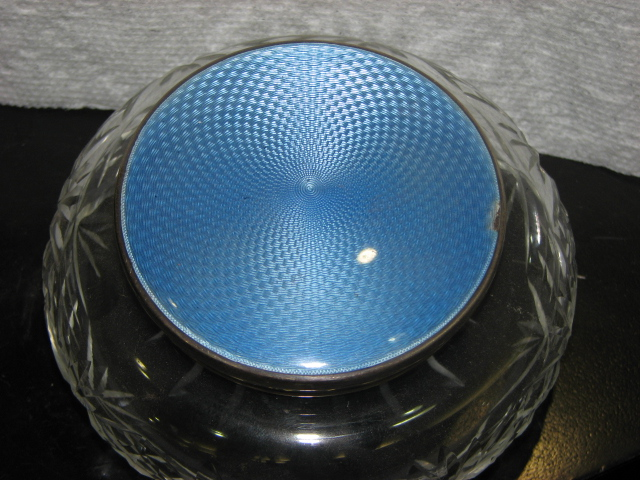
Гільйошована робота на емалі
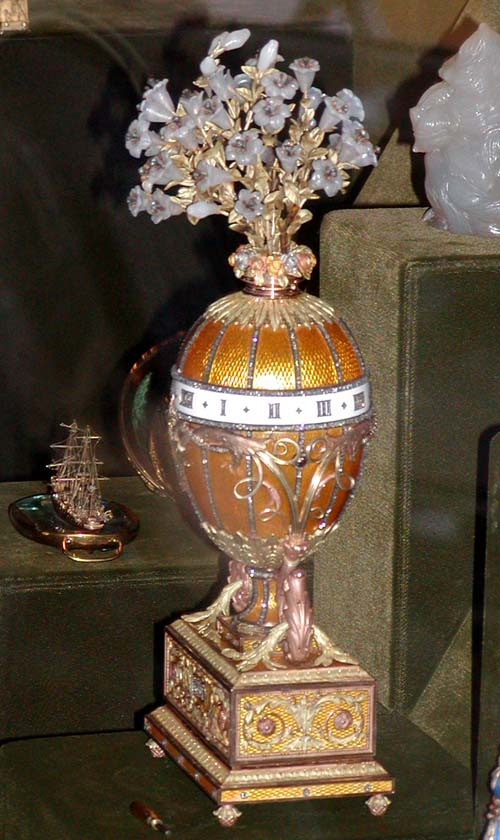
Букет з лілій або Мадонна Лілі, Яйце Фаберже
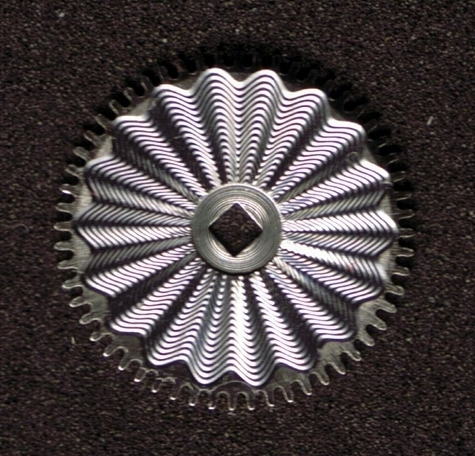
Сонячний гільйошований візерунок на годиннику
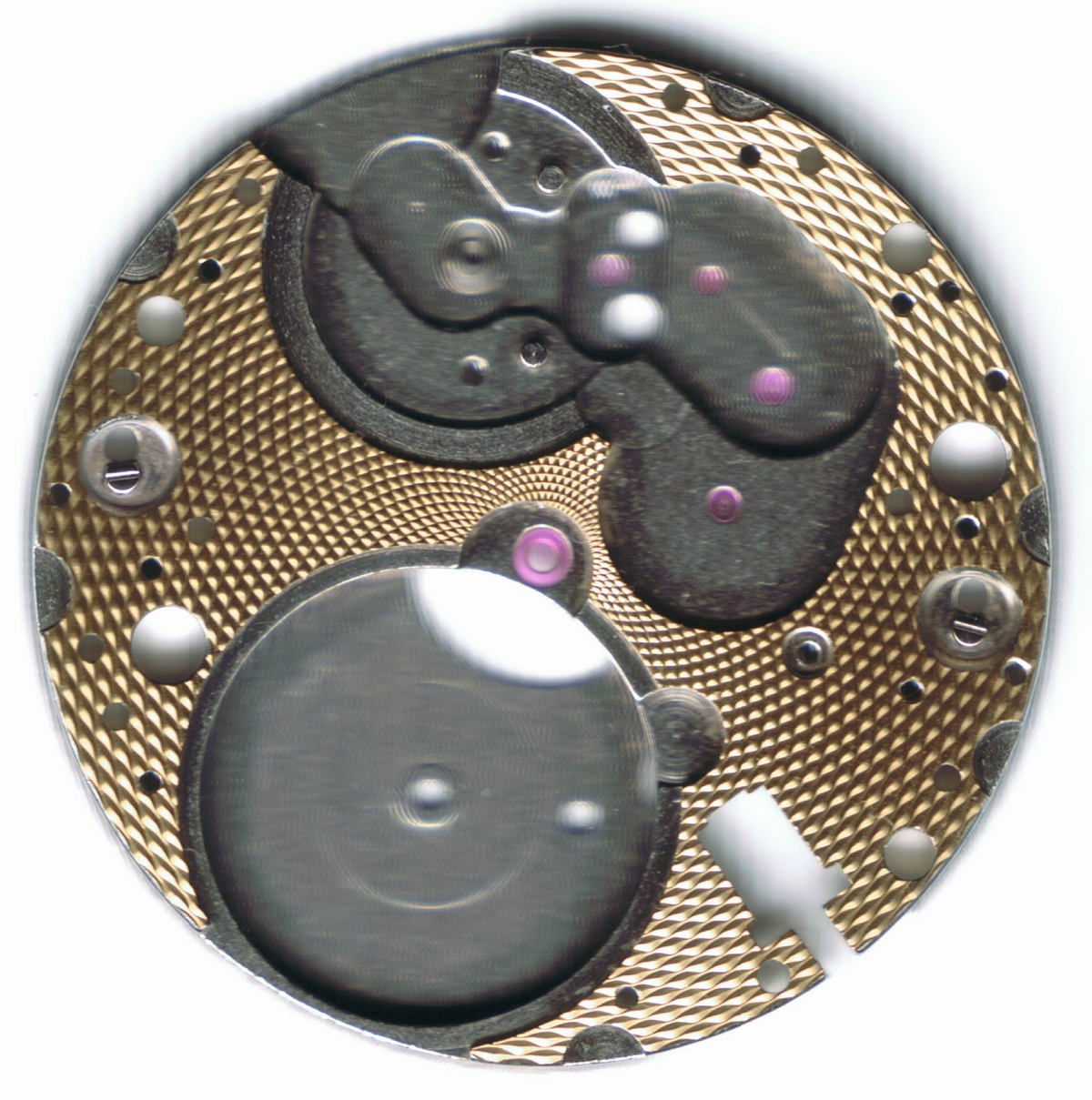
Ячмінь, гільйошований візерунок на годиннику
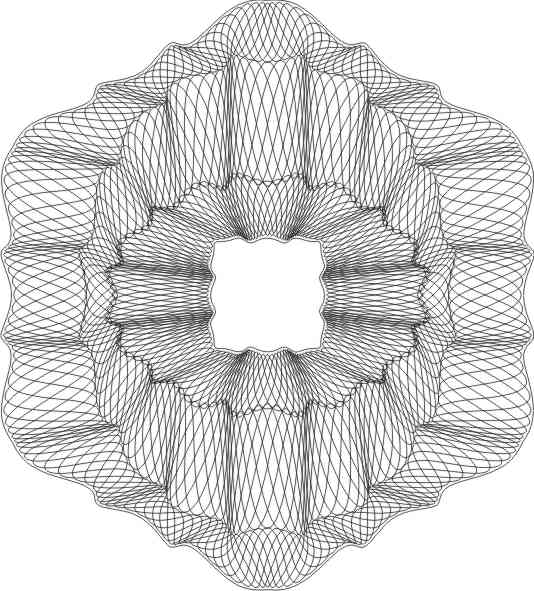
Гільйош, візерунок на цінних паперах.
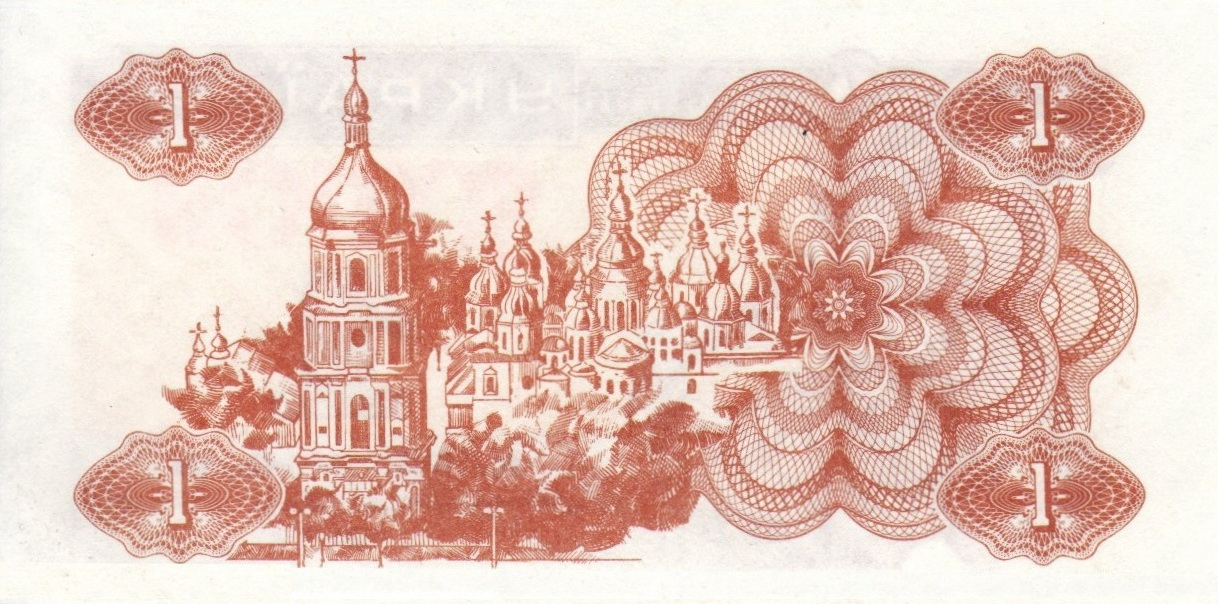
Гільйош на банкноті 1 карбованець 1991 року. Реверс